# Poussunjärvi och Rahkolampi
Poussunjärvi och Rahkolampi är en sjö i Finland. Den ligger i kommunen Kuusamo i landskapet Norra Österbotten, i den nordöstra delen av landet, 700 km norr om huvudstaden Helsingfors. Poussunjärvi och Rahkolampi ligger 250,3 meter över havet. Arean är 2,19 kvadratkilometer och strandlinjen är 16,16 kilometer lång. Sjön  ingår i Ijo älvs huvudavrinningsområde. 